# لويس فاريلا
لويس فاريلا (بالإسبانية: Luis Varela)‏ هو مصارع هاوي فنزويلي، ولد في 12 يوليو 1972.

## وصلات خارجية
- لويس فاريلا على موقع قاعدة بيانات المصارعة الدولية (الإنجليزية)
- لويس فاريلا على موقع أوليمبيديا (الإنجليزية)